# Kostel svatého Valentina (Novosedlice)
Poutní kostel svatého Valentina v Novosedlicích v centru obce u křižovatky Kostelní ulice a ulice Vrchoslavského je gotickou sakrální stavbou ze 14. století, připomínanou roku 1384, která byla zbarokizována v letech 1710–1711 Christianem Laglerem z Teplic. Komplex kostela a věže byl původně obklopen hřbitovem. V litoměřické diecézi je to jediný kostel zasvěcený svatému Valentýnovi. Kostel je chráněn jako kulturní památka České republiky.

## Historie
Založení kaple na místě kostela spadá do roku 1126. Kostel má gotické základy, je připomínán již roku 1384, jako farní kostel. V letech 1710 – 1711 byl kostel Christianem Laglerem z Teplic zbarokizován.
Za dob reformace byl spravován luteránskými pastory. V letech 1614–1685 není v matrikách zapsán jmenovitě žádný farář. Roku 1678 byl v Teplicích označen jako novosedlický farář Georg Ludwig Mikner von Mückental. V letech 1678–1787 byly Novosedlice spravovány teplickými faráři, kostel byl pouze filiálním kostelem. Roku 1787 císař Josef II. povýšil Novosedlice na samostatnou faru a byl sem jmenován kněz.
Podle místní staré tradice chovají od nepaměti ostatky svatého Valentina a jeho obraz. Jak ostatky, tak i obraz se vždy těšily zbožné úctě poutníků. Na svátek a v oktávu svatého Valentina sem přicházelo až kolem osmi tisíc poutníků, kteří tyto relikvie uctívali políbením. Po celý týden se pak ve zdejším chrámě konala svatovalentinská kázání.
Kostel byl opravován roku 1714. Roku 1855 se zřítila část střechy, hned poté, co kostel opustili poslední věřící. V následujícím roce byl kostel opravován. Kostel byl v roce 1892 zvenčí i uvnitř důkladně obnoven, roku 1914 nově vymalován. V roce 1928 byl nově pokryt břidlicovou střechou, namísto šindelové. Na opravu bohatě přispěla rodina Porkertová z papírny v Novosedlicích a taktéž farníci. V období komunistické totality od roku 1965 až do své smrti v roce 2010 měl kostel v péči farář Jan Dudys. Přestože komunistický režim údržbě kostela nepřál, farář dokázal udržet jeho stav v provozuschopném stavu a osobně na něm provedl mnoho oprav. V roce 1970 byla opravena fasáda, oplechována střecha předsíně a průčelí, byly opraveny okapové žlaby a svody. Byl zazděn venkovní vchod do sakristie a venkovní vchod na kůr a byl také obnoven původní vstup na kůr z vnitřku kostela. V roce 1971 byla provedena oprava vitráží. Roku 1972 byla provedena nová elektroinstalace a kostel byl nově vymalován. Při malování byly z kostela odstraněny sochy, které původně v kostele nebyly. Do kostela byly přidány sochy ze zrušené kaple v Alejní ulici v Teplicích v roce 1960. Z kostela byl odstraněn skleněný lustr, který byl velmi poškozený. V devadesátých letech 20. století byla opravena střecha za přispění německé nadace Kirche im Not a finančního daru pana faráře Jana Dudyse. V letech 2009–2010 byly rekonstruovány vitráže, které z velké části financoval pan farář Jan Dudys. Dalším zdrojem financí byly finanční dary věřících. Až do roku 2010 se slavil tzv. svatovalentinský týden, kdy byly vystavovány ostatky svatého Valentina, byly slouženy votivní mše svaté a na závěr mše svaté po vzývání patrona kostela, bylo uděleno požehnání ostatkům svatého Valentina. Kostel je i dále živým poutním místem. Problém existuje ve 21. století ve statice kostela, protože patrně kvůli nadměrné frekvenci těžkotonážních aut v centru obce doslova praská.

## Architektura
Kostel je jednolodní, obdélný. Má odsazený, trojboce uzavřený presbytář a hranolovou samostatně stojící věž. Fasády jsou členěny lizénovými rámy. Na nárožích lodi jsou pilastry. Kostel má segmentová okna. Před štítovou stěnou, která je členěna pilastry a bočními prázdnými nikami, se nachází nízká předsíň. Štítový nástavec je opatřen volutovými křídly. V nepřístupném sanktusníku se nachází malý zvon, zřejmě bez nápisu.

### Zařízení
Hlavní oltář je rámový s oválným obrazem svatého Valentina a s postranními medailóny. Pochází z první poloviny 18. století. Boční oltáře, které jsou zasvěcené svatému Františkovi a svatému Judovi, jsou rámové s rokaji. Pocházejí ze druhé poloviny 18. století.

## Zvonice

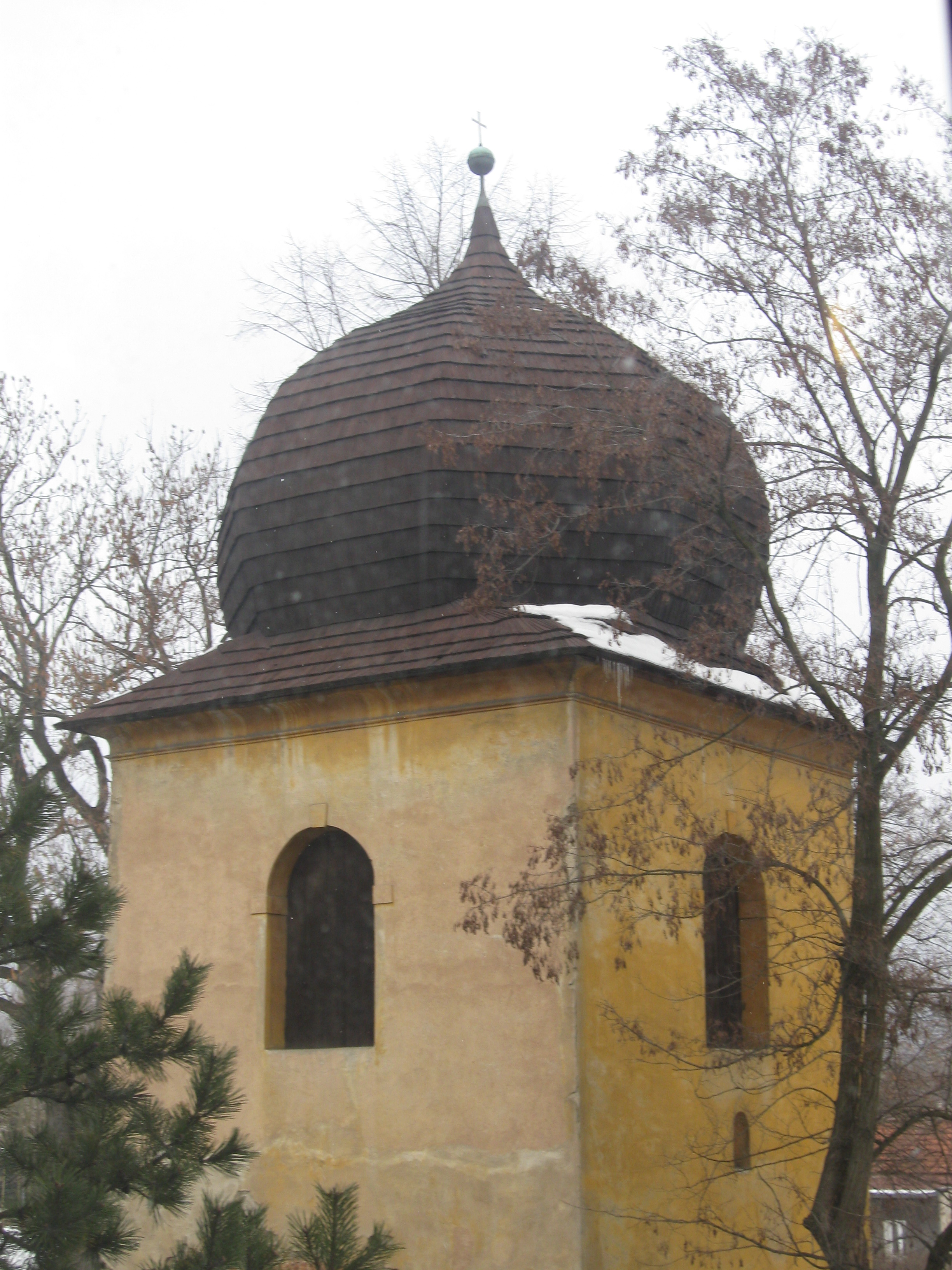
Zvonice u kostela svatého Valentina v Novosedlicích

Jižně od kostela stojí před hlavním vchodem samostatná zděná hranolová nízká věž s hladkými fasádami, která byla postavena při přestavbě kostela v roce 1735. Má polokruhová okna a cibuli, která je kryta šindelem. V srpnu 1968 byla poškozena, když do ní najel ruský tank patřící k invazním vojskům Varšavské smlouvy, ale nezřítila se. Je na ní zavěšen zvon z roku 1929 od Richarda Herolda. V minulosti zde byl zvon z roku 1602 od Görga Bienera a ještě nejméně jeden další zvon.